# Ulu Titi Basah
Ulu Titi Basah je najjužniji visoki vrh Tajlanda. Vrh je na 1,533 m/nm, a nalazi se na malezijsko-tajlanskoj granici, između okruga Betong u pokrajini Yala i okruga Hulu Perak u državi Perak. 

## Geografija
Ulu Titi Basah je najviši vrh lanca Sankalakhiri, sjeverni dio gorja Titiwangsa, podlanac gorja Tenasserim.

## Vanjske poveznice
- Gunong Ulu Titi Basah, Tajland
- Damrong  Arhivirana inačica izvorne stranice od 30. svibnja 2009. (Wayback Machine) (na tajlandskom)